# Aeropuerto de Whale Cove

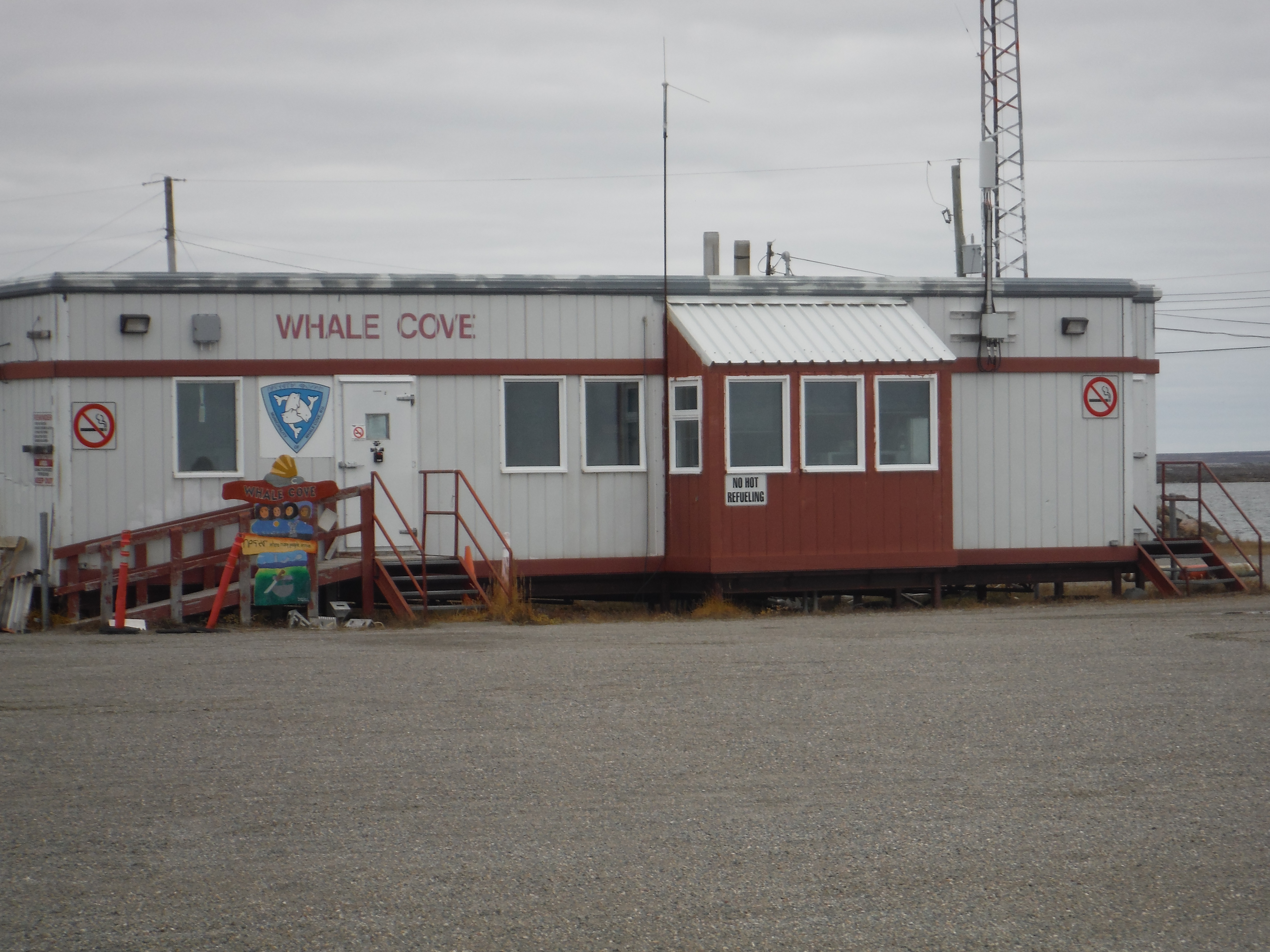
Foto del Aeropuerto de Whale Cove.

El Aeropuerto de Whale Cove (del inglés: Whale Cove Airport) (IATA: YXN, OACI: CYXN) está ubicado en Whale Cove, Nunavut, Canadá y es operado por el gobierno de Nunavut.

## Aerolíneas y destinos
- Calm Air
  - Winnipeg / Aeropuerto Internacional de Winnipeg-Armstrong
- Kivalliq Air
  - Winnipeg / Aeropuerto Internacional de Winnipeg-Armstrong